# Viacom
Viacom byla americká mediální společnost, která vznikla na konci roku 2005 rozdělením původního Viacomu. Sídlila na Manhattanu v New Yorku. Zanikla v roce 2019 spojením se CBS Corporation (druhou společností, která vznikla z původního Viacomu) ve ViacomCBS.
Součástí Viacomu byly společnosti Viacom Media Networks a Paramount Pictures, přes které provozoval po celém světě více než 170 televizních stanic.